# Csák János (sakkozó)
Csák János (Békéscsaba, 1949. március 14. –) magyar sakkfeladványszerző nagymester, nemzetközi sakkszerző mester, 14 magyar bajnoki cím birtokosa.

## Munkássága
Szülővárosában vízvezeték-szerelőként dolgozott, majd Gyulára költözött. Négy gyermeke van.
FIDE-mester, magyar sakkszerző nagymester, nemzetközi sakkszerző mester, tizennégyszeres magyar bajnoki cím birtokosa. A Magyar Sakkszövetség 2011. október 17-e ülésén megítélte számára a Magyar Köztársaság örökös bajnoka kitüntető címet. Nemzetközileg is elismert versenybíró.
Édesapjától tanult meg sakkozni, hatéves korában. Egy időben versenyzett is. A feladványszerzés felé az első lépést a fejtés jelentette nála: a Magyarország, a Füles és a Magyar Sakkélet feladványait az 1970-es években kezdte megoldogatni. Feladványszerzői munkásságát későn, túl a harmadik X-en kezdte, ám nyomban az élvonalba került. Négy év munkásság után, a XV. Országos Bajnokságon már ő győzött a szabadmatt feladványok osztályában.
Folyóiratokban megjelent és utóközléses versenyeken helyezett műveinek száma 2013-ig 645 feladvány. Ezekkel 157 díjat (köztük 60 első díjat), 173 dicséretet és 85 elismerést szerzett.
Szerzeményei nehézveretű, gazdag tartalmú alkotások. Stratégiai elemek halmozása, a megoldások harmóniája, a megvalósíthatóság határán mozgó gondolatok bemutatása, elmélyült tanulmányozást érdemlő feladványok. Méltán tartjuk őt ma a világ legjelentősebb segítőmatt- és önmatt-szerzői egyikének.

## Eredményei

### Kezdeti évek
Első feladványa, amely egy kétlépéses mattfeladvány volt, 1981-ben jelent meg a Pedagógusok Lapjában Első kiemelkedő eredményeit az 1982-ben kiírt Kezdők versenyén érte el, ahol a kétlépéses mattfeladványok versenyén I. díjat és 2. dicséretet, a szabadmatt-versenyen II. díjat nyert és 1. elismerést szerzett. 1982-ben a Sächsische Zeitung 1982. évi kétlépéses mattfeladvány-versenyén elismerést nyert. A Magyar Sakkélet 1984. évi önmatt feladványversenyén 3. dicséretet szerzett. 1985-ben szerezte meg a II. osztályú sakkszerző minősítést.
A Budapesti Sakkszövetség 1985. évi kétlépéses szabadmatt-témaversenyén 3. díjat nyert. A Vízügyi SC 1986. évi országos szabadmatt-témaversenyén 1. dicséretet és 1. elismerést szerzett. A Sakkélet 1986. évi önmatt-szerzőversenyén 3. dicséretet ért el. A Macedóniai Sakkfeladvány Bizottság „Szolidaritási találkozó” című nemzetközi sakkszerző versenyén a kétlépéses segítőmatt osztályban I. díjat szerzett. 1987-ben szerezte meg az I. osztályú sakkszerző minősítést.

### A mesteri címig
A Sakkélet 1987. évi önmatt-szerzőversenyén 2. elismerést ért el. A Sakkélet 1987. évi szabadmatt-szerzőversenyén 4. dicséretet ért el. A „Rózsa-75” szerzőversenyen II. díjat nyert és 1. elismerést szerzett. A Sakkélet 1988. évi segítőmatt-feladvány versenyén I. díjat szerzett. 1989-ben érte el a sakkszerző mesterjelölt minősítési fokozatot.
A Magyar Sakkszövetség Korponai József emlékére rendezett nemzetközi versenyén szabadmatt feladványával I. díjat nyert. 1990-ben érte el a sakkszerző mesteri címet.

### Mesterként
A KVM (Vízügyi) SC 1989. évi kétlépéses szabadmatt-feladványversenyén 1. dicséretet ért el. A Sakkélet 1989. évi önmatt-szerzőversenyén 2. dicséretet szerzett. A Sakkélet 1989. évi kétlépéses mattfeladvány-szerzőversenyén Majoros Bélával közös szerzeményük elismerést ért el.
Első magyar bajnoki címét az 1986–1988 között rendezett XV. magyar sakkszerző bajnokságon segítőmatt feladványosztályban érte el, ugyanezen a bajnokságon az önmatt feladványosztályban ezüstérmet szerzett. A Sakkélet 1990. évi önmattszerző-versenyén II. díjat és 4. dicséretet, a segítőmattfeladvány-versenyen 4. dicséretet szerzett. A Magyar Sakkszövetség „Benedek-70” 1991. évi kétlépéses segítőmattfeladvány versenyén II. díjat nyert. A Sakkélet 1991. évi önmatt-szerzőversenyén I. díjat és 4. dicséretet ért el. A sakkélet 1992. évi segítőmatt-szerzőversenyén 2. és 7. dicséretet szerzett, az önmatt versenyen 3. díjat nyert. 1992-ben a Bo Lindgren '50 versenyen I. díjat szerzett.
Az 1986–1988. évi FIDE Albumba, amely az adott időszakban a világon megjelent legkitűnőbb feladványainak gyűjteménye, kilenc művét válogatták be. Minden osztályban 3-3 válogató bíró pontozta a beküldött műveket, s a FIDE Állandó Sakkszerzemény Bizottsága által meghatározott összpontszám elérése volt a beválogatás feltétele.
Az 1989–1994 között lezajlott X. Szolidaritási találkozó nemzetközi versenyen a kétlépéses segítőmatt feladványok kategóriájában egy II. díjat nyert, és egy 2. dicséretet szerzett. A Sakkélet 1993. évi önmatt-versenyén III. díjat, míg a segítőmatt versenyen II. díjat nyert. A XVI. magyar sakkszerző bajnokságon az önmatt feladványok kategóriájában bajnoki címet szerzett, míg a segítőmatt kategóriában Bakcsi György mögött ezüstérmes lett. A Sakkélet 1994. évi segítömatt-szerzőversenyén 3. dicséretet ért el. A Sakkélet 1995. évi önmatt-szerzőversenyén egy II. és egy III. díjat nyert.  Az 1992–1994. évi XVII. sakkszerző bajnokságon az önmattfeladványok osztályában bajnoki címet szerzett, míg a segítőmatt-feladványok osztályában ezüstérmes lett.

### FIDE-mesterként
1997-ben a FIDE Állandó Sakkszerzemény Bizottsága (PCCC) a Tel-Avivban rendezett 39. feladványkongresszuson FIDE-mesteri címet adományozott neki. 1997-ben a „Molnár-60” jubileumi kétlépéses segítőmatt-versenyen legjobb magyarként V. díjat nyert, és egy 2. dicséretet szerzett. A Sakkélet 1996. évi önmatt-szerző versenyen I. díjat nyert.

### Feladványszerző nagymesterként
1999-ben kapta meg a magyar feladványszerző nagymester címet. 2002-ben az ORBIT segítőmatt versenyén, valamint 2003-ban az N. Stolev 55 jubileumi versenyen ugyancsak 1. helyezést ért el. A XIX. magyar sakkszerző bajnokságon segítőmatt osztályban bajnoki címet szerzett. 2003-ban az ORBIT segítőmatt osztályában 1. és 2. díjat, az önmatt osztályban 3. díjat nyert.
Az 1995–1997. évi FIDE-Albumban hét, míg az 1998–2000. évi FIDE-Albumban tíz szerzeménye jelent meg. A 2001–2003. évi FIDE-Albumban níolc, míg a 2004–2006. évi FIDE-Albumban négy szerzeménye jelent meg.
A 2001–2003. évi egyéni sakkszerző világbajnokságon a segítőmatt kategóriában 5. helyezést ért el. A 2005. évi Földeák-emlékverseny segítőmatt osztályában 1. díjat, a Problem-Forum nemzetközi versenyen önmatt osztályban 3. díjat nyert. Eredményei alapján 2004-ben megkapta a nemzetközi sakkszerző mester címet.
A XXII. Magyar Sakkszerző Bajnokságon (2007–2009) az önmattfeladványok és a segítőmatt-feladványok osztályában is bajnoki címet szerzett. A Szemenyenko 50. jubileumi versenyen 2009-ben kétlépéses segítőmattjaival I. és III. díjat nyert, a világkupákon kétszer is negyedik helyet ért el segítőmatt osztályban.
2011-ben megkapta az örökös magyar bajnoki címet.
A XXIII. Magyar Sakkszerző Bajnokságon a segítőmatt osztályban bajnok, az önmatt osztályban ezüstérmet szerzett.

## Művei
- 115 chess problems; Csák János, Békéscsaba 1992

## Tevékenységei
1989-ben a Békés Megyei Népújságban elindította a sakkfeladvány-rovatot, amely 2010-ig volt olvasható.
Majoros Béla mesterrel közösen, 2003-tól rendszeresen megrendezik a CSÁK – MAJOROS nemzetközi sakkfeladvány-szerző versenyeket a segítőmatt és az önmatt osztályokban.